# War Horse
War Horse è un romanzo per ragazzi scritto da Michael Morpurgo e pubblicato nel 1982 da Kaye & Ward.

## Trama
Il libro è ambientato durante la prima guerra mondiale e racconta la storia del cavallo Joey, e di un ragazzo di nome Albert.
Albert addestra Joey e passa tutto il tempo con lui, i due si vogliono molto bene tanto che, se il ragazzo fischia, Joey arriva subito. Sfortunatamente il padre di Albert, pieno di debiti, è costretto nel 1914 a vendere Joey alla cavalleria inglese. Quando Albert lo scopre si dispera e vuole entrare in Cavalleria per stare con Joey, ma ha solo 15 anni e non può fare altro che fidarsi del capitano Nicholls, che cavalcherà il cavallo.
Il capitano Nicholls gli invia delle lettere per tenerlo informato e anche un ritratto del suo cavallo. Purtroppo però il capitano muore ben presto. 
Gli inglesi attaccano i tedeschi, recuperando i cavalli ancora in vita come Joey. Così, nel 1918 il cavallo torna dalla parte degli inglesi, ed Albert maggiorenne e ormai  entrato a far parte dell'esercito arriva in un ospedale da campo dove ritroverà Joey.

## Adattamenti
A partire dal 2007 esiste un adattamento teatrale del libro, firmato da Nick Stafford.
Nel novembre 2008 BBC Radio 2 ha trasmesso un adattamento radiofonico dell'opera, interpretato da Timothy Spall, Brenda Blethyn e Bob Hoskins.
Nel 2011 è stato distribuito un adattamento cinematografico dal titolo omonimo, War Horse diretto da Steven Spielberg ed interpretato da Jeremy Irvine, Benedict Cumberbatch, Emily Watson, Tom Hiddleston e David Kross.

## Traduzione in italiano
Il libro è stato pubblicato da Rizzoli nella traduzione di Claudia Manzolelli. 